# Miloslav
Mužské vlastní jméno Miloslav je slovanského původu a jeho význam je slavný milostí, milý, klidný (obdoba latinského Mansvet). Jinou podobou tohoto jména je Miloš.
Ženskou obdobou toho jména je Miloslava.

## Miloslav v jiných jazycích
- Rusky: Милослав (Miloslav)
- Polsky: Miłosław

## Jmeniny
- V českém kalendáři: 18. prosince
- V polském kalendáři: 2. únor
- Ve slovenském kalendáři: 3. červenec

## Statistické údaje
Následující tabulka uvádí četnost jména v ČR a pořadí mezi mužskými jmény ve srovnání dvou roků, pro které jsou dostupné údaje MV ČR – lze z ní tedy vysledovat trend v užívání tohoto jména:
| Rok       | Četnost     | Pořadí   |
| 1999      | 48 300      | 25.      |
| 2001      | 46 474      | 27.      |
| Porovnání | o 1826 méně | o 2 hůře |
| 2006      | 42 262      | 28.      |

Změna procentního zastoupení tohoto jména mezi žijícími muži v ČR (tj. procentní změna se započítáním celkového úbytku mužů v ČR za sledované tři roky 1999-2002) je -3,1%, což svědčí o poměrně značném poklesu obliby tohoto jména.

## Významné osoby se jménem Miloslav
- Miloslav Kala, prezident Nejvyššího kontrolního úřadu
- Miloslav König, český herec a zpěvák
- Miloslav Ludvík, český politik
- Miloslav Pokorný, český hokejista
- Miloslav Ransdorf, poslanec Evropského parlamentu za KSČM
- Miloslav Šimek, český herec
- Miloslav Švandrlík, český spisovatel
- Miloslav Stehlík, český dramatik
- Miloslav Stingl, český cestovatel a badatel
- Miloslav Vlk, kardinál a pražský arcibiskup